# Oh My Gawd!!!
Oh My Gawd!!! (também conhecido como Oh My Gawd!!!...The Flaming Lips) é o segundo álbum de estúdio da banda The Flaming Lips, lançado em 1987.
| Críticas profissionais                                                      | Críticas profissionais |
| Avaliações da crítica                                                       | Avaliações da crítica  |
| Fonte                                                                       | Avaliação              |
| --------------------------------------------------------------------------- | ---------------------- |
| Allmusic                                                                    | [ 2 ]                  |
| Esta tabela precisa de ser acompanhada por texto em prosa. Consulte o guia. |                        |

## Faixas
1. "Everything's Explodin'" – 4:44
2. "One Million Billionth of a Millisecond on a Sunday Morning" – 9:21
3. "Maximum Dream for Evil Knievel" – 2:50
4. "Can't Exist" – 2:48
5. "Ode to C.C. (Part 1)" – 0:46
6. "The Ceiling Is Bendin'" – 3:45
7. "Prescription: Love" – 6:10
8. "Thanks to You" – 3:56
9. "Can't Stop the Spring" – 4:11
10. "Ode to C.C. (Part II)" – 1:50
11. "Love Yer Brain" – 7:43